# Ernst von Hammer
Ernst Hermann Heinrich von Hammer (* 20. April 1858 in Ludwigsburg; † 11. September 1925 in Stuttgart) war ein deutscher Geodät.

## Leben
Ernst von Hammer studierte 1874–78 an der Technischen Hochschule Stuttgart und wurde 1882 Assistent bei Hugo von Schoder, seit 1865 der erste Professor für Geodäsie an der TH Stuttgart (bis 1876 Polytechnische Schule Stuttgart). Nach von Schoders Tod im Jahr 1884 wurde Ernst von Hammer im Alter von nur 26 Jahren von der Technischen Hochschule zum Professor für höhere und niedere Geodäsie ernannt, später umbenannt in Professor für Geodäsie und praktische Astronomie. Ernst von Hammer war Mitglied der Europäischen Gradmessung, beriet das Statistisch-Topographische Bureau des Königreichs Württemberg (nach dem Ersten Weltkrieg Württembergisches Statistisches Landesamt) bei den Höhenmessungen, verfasste 1885 das Lehrbuch der ebenen und sphärischen Trigonometrie, das fünf Auflagen erlebte, und entwickelte ab 1893 den selbstrechnenden Hammer-Fennel-Tachymeter-Theodolit, bei dem die gleichzeitige Ermittlung von Horizontalentfernung und Höhenunterschied über ein anzufertigendes Diagramm mit Distanz- und Höhenkurve erfolgte. Die ersten praxistauglichen Theodolite dieses Typs wurden 1901 im mathematisch-mechanischen Institut von Adolf Fennel in Kassel hergestellt und von Katasterbeamten des Stuttgarter Statistisch-Topographischen Landesamtes sowie von Carl Koppe, dem ersten Professor für Geodäsie an der Technischen Hochschule Braunschweig, getestet. Die Kurven des Hammer’schen Diagramms liegen den Konstruktionen der Diagrammtachymeter aller Hersteller zugrunde und begründeten 1898 die Entwicklung dieses Instrumententyps, der sich durch besondere Wirtschaftlichkeit bei hoher Genauigkeit auszeichnet.
Mit magnetischen Messungen und Registrierung der Erdbebentätigkeit in Württemberg bezog Ernst von Hammer auch geophysikalische Fragen in die Institutsarbeit ein; außerdem pflegte er mit Vorliebe die Grenzgebiete zwischen Geodäsie und Geographie.
Otto von Gruber, der ihm nach seinem Tod ab Juni 1926 als Direktor des Geodätischen Institutes nachfolgte – von der Firma Carl Zeiss in Jena kommend und in der Entwicklung geodätischer und photogrammetrischer Geräte erfahren – führte dann die Photogrammetrie in den Lehrplan ein.
Ernst von Hammer wurde bekannt für die Hammer-Aitov-Projektion.
Er war Mitglied der Burschenschaft Virtembergia Stuttgart im ADB.

## Ehrungen
Im Jahr 1896 wurde er zum Mitglied der Deutschen Akademie der Naturforscher Leopoldina gewählt.

## Schriften
- Lehrbuch der ebenen und sphärischen Trigonometrie. Stuttgart 1885 (2. Aufl. 1897).
- Über den Verlauf der Isogonen im mittlern Württemberg. Stuttgart 1886.
- Nullmeridian und Weltzeit. Hamburg 1888.
- Über die geographisch wichtigsten Kartenprojektionen. Stuttgart 1889. Dazu als Ergänzung: Zur Abbildung des Erdellipsoids. Stuttgart 1891.
- Triangulierung zur Verbindung des rheinischen Netzes mit dem bayrischen Hauptdreiecksnetz. Stuttgart 1892.
- Zeitbestimmung (Uhrkontrolle) ohne Instrumente. Stuttgart 1893.
- Der logarithmische Rechenschieber und sein Gebrauch. Stuttgart 1898 (2. Aufl. 1902).
- Astronomisches Nivellement durch Württemberg. Stuttgart 1901.
- Der Hammer-Fennel’sche Tachymeter-Theodolit und die Tachymeterkippregel zur unmittelbaren Lattenablesung von Horizontal-Distanz und Höhenunterschied. Verlag Konrad Wittwer. Stuttgart  1901.
- Die Netzentwürfe geographischer Karten. Stuttgart 1887.